# Костурски етнографски музей
Костурският етнографски музей (на гръцки: Λαογραφικό Μουσείο Καστοριάς) в музей, разположен в град Костур, Гърция.
Музеят е разположен в една от най-старите запазени сгради в града – Айвазовата къща от XVI – XVII век, разположена в източната част на махалата Долца. Отваря врати в 1972 година и е ръководен от дружеството „Хармония“.
В къщата е запазена цялата оригинална мебелировка. На първия етаж има три изби – във винената е винената преса, бъчвите и съдовете за грозде, във втората са пазени зимнина, масло, маслини и сирене, а в третата – жито, варива и брашно, като в нея се е приготвял и хлябът и тестените произведения. На приземния етаж са държани и дървата и въглищата за отопление. На двора са хангара за лодките и кухнята.
На първия етаж има две семейни всекидневни, едната лятна, другата зимна. Лятната е използвана и за кожарска работилница и в нея има шевна машини за кожи, произведена във Франция в 1884 година. На втория етаж има две спални – едната за съпрузите, а другата за децата, малка всекидневна и голяма всекидневна, която е и основната приемна, използвана по време на празници. Тя е мебелирана със специални места за гостите – митрополитът и видните турци, както и с ниски столчета за другите гости. Над спалните е балконът, откъдето неомъжените девойки могат да наблюдават официалните церемонии и празненства в къщата. На този етаж е и тоалетната с таен проход навън от къщата, използван при извънредни ситуации.
- Експонати от музея
- Основната приемна
- Основната спалня
- Винената изба
- Кьошкът
- Приземният етаж